# Glidande trädgroda
Glidande trädgroda (Agalychnis spurrelli) är en groda som tillhör familjen lövgrodor och finns i Latinamerika.

## Beskrivning
Grodans färg varierar med dygnet: Under dagen är huvud och ovansida, inklusive benen och de yttre fingrarna och tårna ljust gulgröna. Under natten mörknar färgerna. Sidor, inre fingrar och tår, simhud samt buk är brandgula till krämfärgade, buken vanligtvis med vita fläckar som ofta har en svart kontur. Färgen på haka och strupe varierar från gult till krämfärgat beroende på geografisk lokalisation. Kroppen är slank, med ett stort huvud och stora, mörkröda ögon med vertikal pupill. Bakben, fötter och underarmar är kraftiga. Bakfötterna är helt simhudsförsedda, framfötterna i något mindre utsträckning. Huden på ovansidan är slät, medan den är grynig på undersidan. Längden ligger mellan 4,8 och 7,6 cm för hanar, 6 till 9,5 cm för honor, dock med stor geografisk variation. 

## Utbredning
Den glidande trädgrodan finns i sydöstra och sydvästra Costa Rica (eftersom den inte går upp i de högre bergen skiljs de två populationerna åt av Talamanca Chiquiri-bergskedjan), Panama och lågländerna längs Colombias och nordvästra Ecuadors atlantkuster.

## Ekologi
Grodan är en nattaktiv art, som lever i de översta trädkronorna i fuktiga, tropiska och subtropiska skogar på låglandet (upp till 855 m). Förutom att klättra med hjälp av framfötterna, använder den en slags glidflykt där de stora, simhudsförsedda fötterna utnyttjas som fallskärm. Förutom dessa, använder den även den kraftiga lårmuskulaturen för att erhålla en hög utgångshastighet. Skelettet är även anpassat för att bättre ta emot stöten vid landning: Revbenen, som är reducerade hos alla groddjur, saknas helt, och ryggraden är kort och orörlig. Det är framför allt då stora mängder av grodor samlas inför leken som glidflykten kommer till användning. Grodan kan ändra kursen under glidflykten.

### Fortplantning
Leken sker under regntiden, i regel under maj till oktober. Lokalerna för larvutveckling är vanligen vattensamlingar med skuggande vegetation i skogar, vattenfyllda hål i trädstammar och -stockar och liknande. Leken sker nära permanenta och temporära vattensamlingar, och är beroende av vattensamlingens varaktighet. Vid permanenta sådana är individtätheten låg, speciellt i fråga om hanar. Vid mera temporära vattensamlingar är individtätheten stor (13 000 individer vid en omkring 35 ar stor damm har konstaterats) och det råder en frenetisk konkurrens om partners. Det är framför allt under sådana senare förhållanden man kan se glidflygande grodor. Honorna lägger mellan 14 och 67 ägg på löv ovan vattnet, vanligtvis 1,5 till 3 m, även om 8 m har konstaterats. Grodynglen kläcks efter knappt en vecka och ramlar ner i vattensamlingen. Man har även iakttagit hanar som aktivt skrapat äggen från bladen ner i vattnet.

## Status
Den glidande trädgrodan är klassificerad som livskraftig ("LC") av IUCN. Populationen minskar dock, främst beroende på skogsavverkning, illegal uppodling av marken och den därmed följande föroreningen genom olaglig besprutning samt byggnation. Vissa farhågor finns också att populationen kan ha drabbats av svampsjukdomen chytridiomykos.